# Kleiner Pappelbock

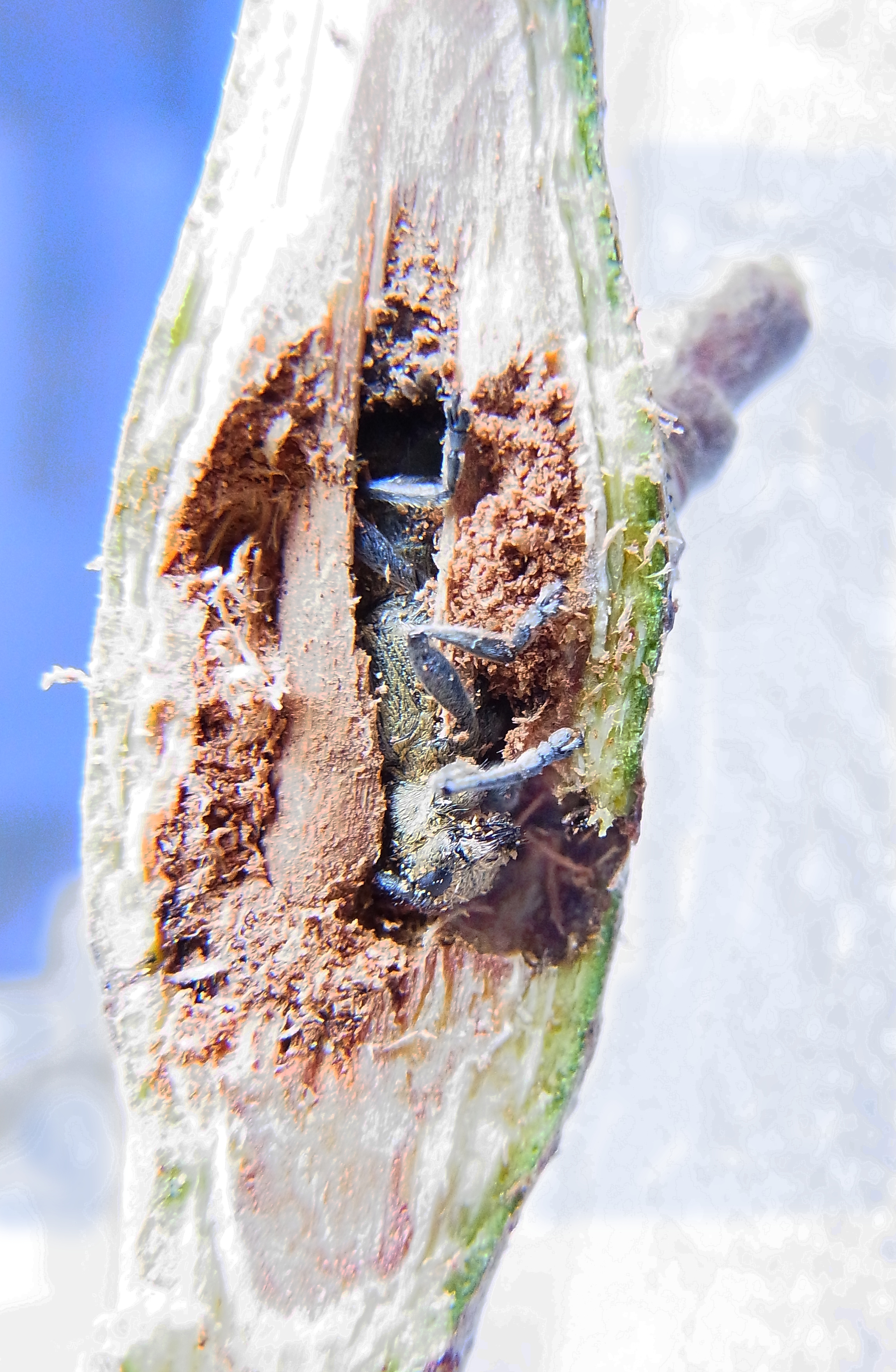
Jungtier beim Verlassen der Puppenwiege in Pappelzweig, diese künstlich seitlich geöffnet

Der Kleine Pappelbock, Espenbock oder Kleine Aspenbock (Saperda populnea) ist ein Käfer aus der Familie der Bockkäfer (Cerambycidae). Die Art tritt gelegentlich an jungen Pappeln als Schädling auf.

## Beschreibung
Die Käfer sind 9 bis 15 Millimeter lang. Ihr Körper hat eine schwarze Grundfarbe und ist gelb, selten weißlich tomentiert. Am Kopf befindet sich ein gelber Augensaum und zwei zum Halsschild divergierende Scheitelbänder. Am Halsschild verlaufen drei gelbe Längsbänder; zwei seitlich und eines mittig. Er ist gleich lang, wie breit. Die Deckflügel tragen je fünf markante gelbe Flecken und sind grob punktförmig strukturiert. Sie sind am Ende schmal abgerundet. Die Zahl und Ausdehnung der Flecken kann variieren. Die Fühler sind ab dem dritten Glied auf den unteren beiden Dritteln eines jeden Segments weißlich gefärbt, ansonsten schwarz. Die Fühler der Männchen sind nahezu gleich lang, wie ihr Körper, bei den Weibchen sind sie kürzer.

## Vorkommen und Lebensraum
Die Art ist in der Paläarktis verbreitet und kommt im Norden bis Mittelnorwegen und den Norden Schwedens und Finnlands vor. In England ist sie lokal verbreitet. Die Käfer besiedeln Waldränder, Pioniergehölze, Feldhecken und Wald- und Feldwege mit Pappelbewuchs und tritt vom Flachland bis in niedrige Berglagen, im Süden auch in höheren Berglagen auf.

## Lebensweise
Die Tiere treten von Mai bis Juli auf. Man findet sie an dünnen Zweigen und Blättern von Espen (Populus tremula) und anderen Pappeln, seltener auch an Sal-Weiden (Salix caprea). Die Weibchen fertigen vor der Eiablage ein rundes Eiloch in einem lebenden Zweig an, wobei sie zuerst mehrere flache Ritzen beißen. Anschließend wird das Eiloch mit einer hufeisenförmigen Furche umrandet. In das Eiloch wird ein einzelnes Ei abgelegt. Die Larve ernährt sich anfangs von dem durch die Beschädigung gereizten saftigen und wuchernden Pflanzengewebe und frisst sich später tiefer ins Mark vor. An den Zweigen kann man die Anwesenheit der Larven durch Pflanzengallen erkennen. Die Entwicklung dauert zwei Jahre, die Verpuppung erfolgt im Inneren des Zweigs. Die Imagines schlüpfen durch ein kreisrundes Loch.

## Belege